# Sistema de cuevas Chiquibul
El sistema de cuevas Chiquibul (en inglés: Chiquibul Cave System) es uno de los sistemas de cuevas más grandes y más conocidos en América Central. Se compone de cuatro cuevas diferentes a lo largo del curso del río Chiquibul, llamadas Actun Kabal, Actun Tun Kul (Tunkul) y Cueva Cebada en Belice, además de Xibalbá en Guatemala así como varias otras cuevas asociadas más pequeñas. Incluidos en el sistema de cuevas están dos de las más grandes cámaras subterráneas en el mundo.
Cueva Cebada y Tun Kul se vincularon en 1999, con 39 km es la cueva más larga en Belice.